# Xian Y-7
Xian Y-7 (кит. упр. 运-7, пиньинь Yùn-qī, палл. Юнь-ци, от кит. упр. 运输机, пиньинь yùn shū jī, палл. юнь шу цзи, «транспортный самолёт») — китайский турбовинтовой самолёт, лицензионная копия советского Ан-24. Позднее появилась также военно-транспортная модификация, полученная путём обратной разработки Ан-26. Выпускался на Сианьском авиазаводе.

## История разработки

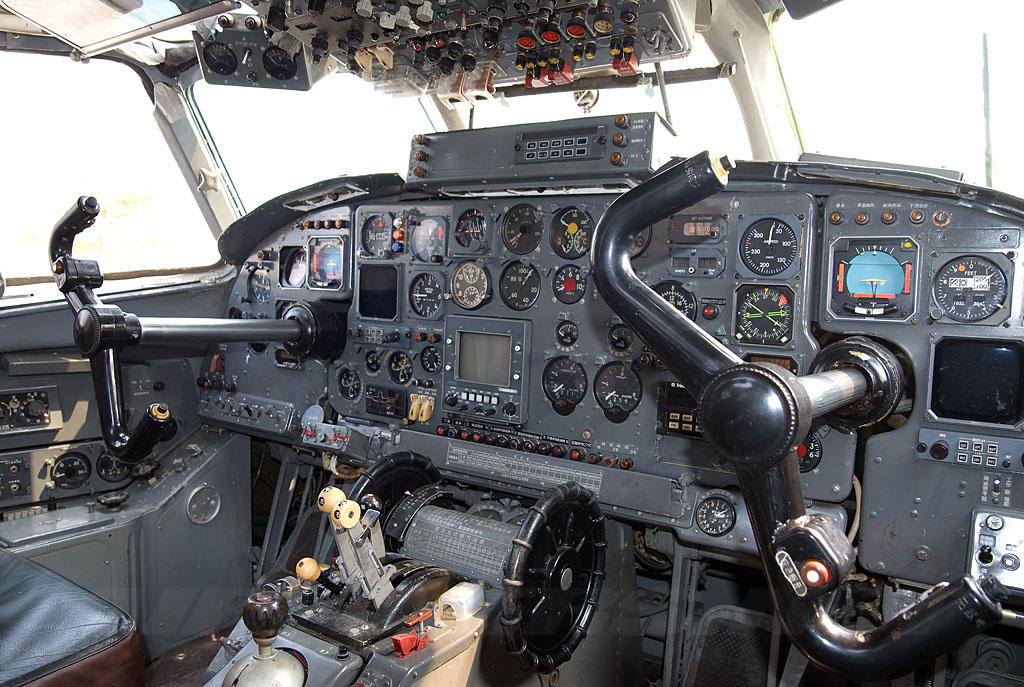
Приборная панель Y-7-100.

Китайская Народная Республика стала закупать Ан-24 вскоре после начала их производства в СССР, и спустя какое-то время заключила лицензионный договор на самостоятельное строительство этих самолётов и их двигателей. Начало проекту было положено в 1966 году. Первый китайский транспортный Ан-24, получивший индекс Y-7, поднялся в небо 25 декабря 1970 года. Из-за разрушительного эффекта, оказанного на экономику КНР Культурной революцией, серийное производство самолётов задержалось до 1977 года, а поставки начались только в 1984 году.
Самолёт, имевший ВСУ и полный ряд окон, конструкционно соответствовал модификации Ан-24РВ. Машины моторизировались одновальными турбовинтовыми двигателями Dongan WJ-5A1, основанными на советских АИ-24А. Подавляющее большинство поставок, в основном в транспортной конфигурации, приходилось на ВВС НОАК, однако, производились и пассажирские версии для CAAC. В 1992 году путём обратной разработки Ан-26 была создана также военно-транспортная версия Y-7H с грузовой рампой.
В 2000 году первый полёт совершил самолёт Xian MA60, ставший результатом глубокой модернизации Y-7.

## Технические характеристики
Источник данных: 

Технические характеристики
- Экипаж: 3—5 человека
- Пассажировместимость: 48—52 человек
- Грузоподъёмность: 5500 кг
- Длина: 24,218 м
- Размах крыла: 29,666 м
- Высота: 8,553 м
- Площадь крыла: 75,26 м²
- Профиль крыла: ЦАГИ-С5[1]
- Масса пустого: 14 988 кг
- Максимальная взлётная масса: 21 800 кг
- Силовая установка: 2 × ТВД Dongan WJ5A, ВСУ 1 × PY19A-300
- Мощность двигателей: 2 × 2400 лс (2 × 1790 кВт)
- Воздушный винт: Baoding J-16-G10A
- Диаметр винта: 3,90 м

Лётные характеристики
- Максимально допустимая скорость: 503 км/ч (приборная скорость)
- Крейсерская скорость: 423 км/ч (на высоте 6000 м)
- Практическая дальность: 910 км
- Перегоночная дальность: 1 982 км
- Практический потолок: 8 750 м

## Модификации
| Название модели         | Краткие характеристики, отличия. |
| ----------------------- | --- |
| Xian Y-7E               | вариант с более мощными двигателями. |
| Xian Y-7H / Y-14        | (от кит. упр. 货, пиньинь huò, палл. хо — «грузовой») Военно-транспортный вариант с грузовой рампой для ВВС КНР. Создан в 1992 году путём обратной разработки Ан-26. |
| Xian Y7H-500            | Гражданский вариант Y-7H, сертифицированный в 1994 году. |
| Xian Y-7-100            | Улучшенная версия, разработанная совместно с HAECO. Получила новую кабину, улучшенный салон на 52 пассажира, авионику от западных производителей, а также законцовки крыла. Размер лётного экипажа сокращён до 3 человек. |
| Xian Y-7-100C1          | Модернизация оборудования, 5 членов экипажа. |
| Xian Y-7-100C2          | Модернизация оборудования, 5 членов экипажа. |
| Xian Y-7-100C3          | Модернизация оборудования, 5 членов экипажа. |
| Xian Y-7-200            | Новая авионика. Без законцовок крыла. |
| Xian Y-7-200A           | Вариант с двигателями Pratt & Whitney PW127C. |
| Xian Y-7-200B           | Удлинённая на 74 см версия с двигателями WJ5A-1G, для китайского внутреннего рынка. |
| Xian HYJ-7              | (от кит. упр. 轰炸机/运输/教练机, пиньинь hōng zhà jī / yùn shū / jiào liàn jī — «бомбардировщик/транспорт/тренировочный») тренировочный самолёт для подготовки экипажей бомбардировщиков H-6. Оборудовался бомбовым прицелом HM-1A, радиолокационным навигационно-прицельным комплексом и комбинированной системой навигации TNL-7880. |
| Xian MA60               | глубокая модернизация Y-7, отвечающая регламентам Объединённых авиационных властей, созданная с целью привлечения иностранных покупателей. |
| Xian Y-7G               | военный вариант MA60 для ВВС КНР. |
| Xian JZY-01 / Y-7 AWACS | (от кит. упр. 舰载预, пиньинь jiàn zài yù — «палубный самолёт ДРЛО») — экспериментальный палубный самолёт ДРЛОиУ. Подобно Grumman E-2 Hawkeye, имел четырёхкилевое вертикальное оперение и складывающееся крыло. |

## Аварии и катастрофы
По состоянию на 15 ноября 2020 года в общей сложности в результате катастроф и серьёзных аварий были потеряны 10 самолётов Xian Y-7 (включая модель Xian MA60). Yunshuji Y-7 пытались угнать 2 раза, при этом погиб 1 человек. Всего в этих происшествиях погибли 117 человек.
| Дата       | Бортовой номер | Место происшествия                       | Жертвы  | Описание |
| ---------- | -------------- | ---------------------------------------- | ------- | --- |
| 05.04.1996 | 5T-MAF         | возле города Нуадибу                     | 8/9     | Y-7H ВВС Мавритании |
| 12.05.1998 | 5T-MAG         | возле города Нема                        | 39/42   | Y-7-100C ВВС Мавритании. После взлёта попал в пыльную бурю |
| 22.06.2000 | B-3479         | деревня Cытай, район Ханьян, Ухань       | 7+42/42 | При попытке приземлиться в аэропорту Тяньхэ в сложных метеоусловиях самолёт Y-7-100C, выполнявший рейс WU343 Wuhan Airlines, попал в сдвиг ветра и подвергся удару молнии. В результате лайнер разрушился в воздухе, обломки упали возле деревни Сытай. Погибли все 42 человека на борту и ещё 7 на земле. |
| 21.11.2005 | XU-072         | аэропорт Ратанакири, Банлунг, Ратанакири | 0/65    | При посадке Y-7-100C авиакомпании PMTair задел правый край ВПП, что привело к резкому развороту и подломлению правой стойки шасси. Списан. |
| 19.10.2006 | н. д.          | округ Хэншуй, Хэбэй                      | 2/н. д. | Борт ВВС КНР. Аварийная посадка на пшеничное поле, погибло 2 человека. |
| 11.01.2009 | RP-C8893       |                                          | 0/27    | Xian MA60 |
| 03.11.2009 | Z-WPJ          |                                          | 0/38    | Xian MA60 |
| 07.05.2011 | PK-MZK         |                                          | 25/25   | Xian MA60 |
| 10.06.2013 | PK-MZO         |                                          | 0/50    | Xian MA60 |
| 10.05.2015 | B-3476         |                                          | 0/52    | Xian MA60 |

## Эксплуатанты

### Нынешние
Китай
- Военно-воздушные силы Китайской Народной Республики

### Бывшие
Камбоджа
- Phnom Penh Airways
- President Airlines

 Иран
- Военно-воздушные силы Исламской Республики Иран

 Лаос
- Lao Airlines
- Военно-воздушные силы Лаоса

 Мавритания
- Военно-воздушные силы Мавритании

 Китай
- Air Changan
- Air China
- China Eastern Airlines
- China General Aviation
- China Great Wall Airlines
- China Northern Airlines
- China Southern Airlines
- Civil Aviation Flight University of China
- People's Liberation Army Air Force
- Shanxi Airlines
- Sichuan Airlines
- Wuhan Airlines
- Zhongyuan Airlines

 Зимбабве
- Air Zimbabwe

## Памятники
- B-3471 и B-3456, сохранённые в Китайском музее гражданской авиации в Пекине (40°00′58″ с. ш. 116°32′03″ в. д.HGЯO).
- B-3475 (с ложным бортовым «1226»), на стоянке возле рынка Шили Хэ Тяньцзяо в Пекине (39°51′41″ с. ш. 116°27′25″ в. д.HGЯO).
- B-3497 возле аэропорта Шуанлю города Чэнду, перед зданием штаб-квартиры Sichuan Airlines (30°35′10″ с. ш. 103°57′31″ в. д.HGЯO).